# Verrucosa florezi
Verrucosa florezi (Lise, Kesster & Silva, 2015) è un ragno appartenente alla famiglia Araneidae.

## Etimologia
Il nome della specie è in onore del biologo ed aracnologo colombiano Florez.

## Caratteristiche
L'olotipo femminile rinvenuto ha lunghezza totale è di 12,25mm; la lunghezza del cefalotorace è di 4,25mm; e la larghezza è di 4,00mm.

## Distribuzione
La specie è stata reperita nella Colombia centroccidentale: l'olotipo femminile è stato rinvenuto in località Finca Bremen, nel comune di Circasia, appartenente al dipartimento di Quindío.

## Tassonomia
Al 2015 non sono note sottospecie e non sono stati esaminati nuovi esemplari.